# برویه (سرچهان)
برویه (بوانات)، روستایی از توابع بخش سرچهان شهرستان بوانات در استان فارس ایران است.

## جمعیت
این روستا در دهستان توجردی قرار دارد و براساس سرشماری مرکز آمار ایران در سال ۱۳۸۵، جمعیت آن ۸۵ نفر (۲۰خانوار) بوده‌است.